# Novamundoniscus gracilis
Novamundoniscus gracilis är en kräftdjursart som beskrevs av Guilherme A.M.Lopes och Paulo Agostinho de Matos Araujo 2003. Novamundoniscus gracilis ingår i släktet Novamundoniscus och familjen Dubioniscidae. Inga underarter finns listade i Catalogue of Life.